# Tsukahara Bokuden
Tsukahara Bokuden (塚原 卜伝) là một kiếm hào, binh pháp gia Nhật Bản sống vào thời Chiến quốc. Ngoài phái kiếm Kashima Ko-ryū do tổ phụ ông truyền dạy, Bokuden còn theo học phái Tenshin Shōden Katori Shintō-ryū, sau sáng lập nên phái Kashima Shintō-ryū.

## Cuộc đời và giai thoại
Tsukahara Bokuden chào đời ở Kashima, xứ Hitachi, là con trai của Urabe Akikata. Cha ông là một trong tứ Gia lão của họ Kashima, một nhánh trong họ Daijō, một dòng họ quyền thế đương thời, giữ chức thần quan (tư tế) trong Kashima thần cung. 
Tên lúc nhỏ của Bokuden là Tomotaka, sau trở thành dưỡng tử của Tsukahara Yasumoto (không rõ vào thời gian nào), đồng thời đổi tên húy thành Takamoto. Họ Tsukahara vốn bắt nguồn từ họ Taira ở xứ Hitachi và là một nhánh phụ (phân gia) của họ Kashima.
Bokuden học kiếm pháp Kashima Ko-ryū (còn gọi là Kashima Chūko-ryū) và kiếm pháp Tenshin Shōden Katori Shintō-ryū từ nhạc phụ. Theo sách Kan Hasshū Kosen Roku và sách Bokuden-ryū Densho thì Matsumoto Masanobu đã truyền thụ áo nghĩa kiếm pháp "Ichi no tachi" lại cho dưỡng phụ của Bokuden là Yasumoto, Yasumoto lại truyền lại cho Bokuden (cũng có thuyết cho rằng Bokuden được Matsumoto trực tiếp truyền thụ, lại có thuyết khác cho rằng Bokuden tự công phu ra). Sau đó Bokuden lên đường phiêu du khắp nơi để trau dồi võ nghệ (Musha shugyō), mài dũa kiếm pháp của riêng mình. Theo ký thuật trong Bokuden Hyakyushu thì Bokuden đã tham gia 39 trận đánh, 19 trận đấu bằng kiếm thật và không lần nào bị thương. Chỉ tính riêng số kiếm sĩ bị Bokuden chém chết trong suốt đời và có ghi chép lại cũng lên đến con số 212 người. Trong số đó, được biết đến nhiều nhất là trận đấu bằng kiếm thật với Kajiwara Nagato ở dưới thành Kawagoe.
Trong số các đệ tử của ông, có những nhân vật nổi tiếng như Ujii Shōken (Yashirō Mitsuhide) và những cao đồ kiệt xuất gây dựng nên các nhánh riêng như Moro-oka Ippa, Makabe Ujimoto, Saitō Denkibō. Ngoài ra ông còn dạy kiếm pháp cho Tướng quân Ashikaga Yoshiteru và vị Quốc ty (thái thú) xứ Ise là Kitabatake Tomonori. Hai người này cũng được Bokuden truyền cho áo nghĩa "Ichi no tachi".
Tsukahara Bokuden được người đời ca tụng là kiếm thánh, được biết đến rộng rãi khi trở thành đề tài yêu thích của thể loại kể chuyện Kōdan.
Một trong số các giai thoại nổi tiếng về Bokuden là chuyện "Mutekatsu-ryū" (Vô Thủ Thắng lưu) xoay quanh chuyện Bokuden bị thách đấu. Một lần nọ Bokuden cùng lên thuyền với một kiếm sĩ trẻ trên hồ Biwa. Kiếm sĩ nọ sau khi biết đó là Tsukahara Bokuden thì lên tiếng thách đấu. Bokuden khéo léo tìm cách thoái thác nhưng tay kiếm khách trẻ kia hăng máu, nghĩ rằng Bokuden sợ mà từ chối nên mắng nhiếc thậm tệ. Vì không muốn làm phiền người chung quanh nên Bokuden xuống thuyền, nhận lời thách đấu rồi hai người lên một chiếc thuyền khác, chèo đến hòn đảo nhỏ gần đó. Khi đến chỗ nước cạn có thể đứng chân được, kiếm sĩ trẻ nhảy xuống thuyền, nôn nóng lên đảo. Khi đó Bokuden lẳng lặng vung mái, chèo xa khỏi hòn đảo. Biết mình bị bỏ lại, kiếm sĩ trẻ lớn tiếng mắng nhiếc Bokuden nhưng ông chỉ cười, đáp rằng "không cần đánh mà vẫn thắng, đây chính là Mutekatsu-ryū" rồi bỏ đi. Câu chuyện này được ghi chép trong Kōyō Gunkan, sách quân sự về chiến lược, chiến thuật của Takeda Shingen.
Lại có giai thoại khác, rằng khi Bokuden đang ăn cơm thì Miyamoto Musashi đương thời trai trẻ, đến thách đấu rồi chém Bokuden. Bokuden thoăn thoắt dùng cái nắp nồi trên bếp lửa làm lá chắn đỡ nhát kiếm của Musashi. Nhưng thục ra khi Musashi ra đời thì Bokuden đã chết rồi nên không thể có chuyện Bokuden và Musashi gặp nhau, giai thoại này không phải là thực sử.
Theo sách "Tenshin Shōden Shintō-ryū Heihō Denmyaku" thì Bokuden qua đời tại nhà của Matsuoka Norikata ở hương Numao, xứ Kashima. Theo cuốn "sử Kashima" thì ông mất vào ngày 11 tháng 2 năm Genki thứ 2 (1571), thọ 83 tuổi. Mộ của ông được cho là nằm trong chùa Baikō-ji (Mai Hương tự) thuộc làng Suka (nay là làng Suka, thành phố Kashima, tỉnh Ibaraki) nhưng ngôi chùa đã cháy, hiện chỉ còn lại ngôi mộ. Bài vị của ông được an trí trong chùa Chōkichi-ji (Trường Cát tự).

## Môn hạ
Các đệ tử của Tsukahara Bokuden
- Ujii Shōken
- Moro-oka Ippa
- Makabe Ujimoto
- Saitō Denkibō
- Matsuoka Norikata
- Ashikaga Yoshiteru
- Kitabatake Tomonori
- Hosokawa Fujitaka
- Imagawa Ujizane
- Hayashizaki Jin-suke
- Kami-izumi Nobutsuna

## Các tác phẩm có mặt

### Thư tịch
- "Bokuden saigo no tabi" (chuyến du hành cuối cùng của Bokuden), tác giả Ikenami Shō-tarō, Kadokawa xuất bản năm 1980.
- "Tsukahara Bokuden jūni ban shōbu" (Tsukahara Bokuden 12 phen thắng phụ), tác giả Tsumoto Yō, Kōdansha xuất bản năm 1983.
- "Tsukahara Bokuden", tác giả Nakayama Gishū, Tokuma Shoten xuất bản năm 1989.
- "Nihon Kenkiden Tsukahara Bokuden" (Truyện kiếm quỷ Nhật Bản Tsukahara Bokuden), tác giả Mine Ryū Ichirō, Shōdensha xuất bản năm 1993.
- "Muhai no Kensei Tsukahara Bokuden" (Kiếm thánh bất bại Tsukahara Bokuden), tác giả Yahagi Yukio, Kōdansha xuất bản năm 2011.

### Phim truyền hình
- Tsukahara Bokuden (phát sóng từ ngày 2-10-2011 đến ngày 13-11 trên kênh NHK BS Premium) Diễn viên: Sakai Masato, nguyên tác: "Tsukahara Bokuden jūni ban shōbu".

## Mục liên quan
- Binh pháp tam đại nguyên lưu
- Bokuden-ryū

## Cước chú
1. ↑  , Nhật Bản võ thuật thần diệu ký [nguồn tự xuất bản]